# Symphonie no 33 de Michael Haydn
Pour les articles homonymes, voir Symphonie no 33.
La Symphonie no 33 en si bémol majeur, Perger 24, Sherman 33, MH 425/652, est une symphonie de Michael Haydn, composée à Salzbourg le 1786. Pendant huit ans, Haydn a arrêté d'écrire des symphonies, puis a révisé cette symphonie et a décidé de lui ajouter un menuet.

## Analyse de l'œuvre
Elle comporte quatre mouvements :
1. Vivace
2. Adagio cantabile
3. Menuet et Trio.
4. Presto

Durée de l'interprétation : environ 21 minutes.

## Instrumentation
La symphonie est écrite pour deux hautbois, deux bassons, deux cors, deux trompettes, timbales, cordes.